# Военно-транспортни самолети
Военнотранспортните самолети  са предназначени за пренасяне на войски, оръжия, военно-десантни части и военно оборудване. Конструкцията на такъв военен самолет и полетните му характеристики позволяват да се използват военновременни летища. Самолетите са съоръжени със специализирано прицелно-навигационно оборудване, оборудване за аерофотоснимане, както и за бързо разтоварване на военния товар или десант по време на полет. При проектирането са заложени условия за бързо преоборудване в зависимост от военните потребности.
Пример за решаване на конкретни военновременни потребности е създаването на военно-транспортния самолет Дъглас C-47 Скайтрейн на базата на DC-3 по време на Втората световна война, участвал по-късно и в най-голямата хуманитарна операция в света - Берлинската блокада.
Регистрираните граждански транспортни самолети, не са военно-транспортни самолети, независимо от това, че имат приблизително същите възможности като машини. Те може да се използват за транспорт на военни товари, но подлежат на проверка и контрол, както всеки друг транспортен самолет от гражданската авиация.

## Класификация
В зависимост от предназначението и оборудването си военно-транспортните самолети са:
- стратегически военно-транспортни самолети;
- тактически военно-транспортни самолети;
- многоцелеви военно-транспортни самолети;
- военно-десантни транспортни самолети;
- транспортни самолети;
- тежки военно-транспортни самолети;
- средни военно-транспортни самолети;
- леки военно-транспортни самолети;
- военно-транспортни самолети за зареждане с гориво.